# Lunochod

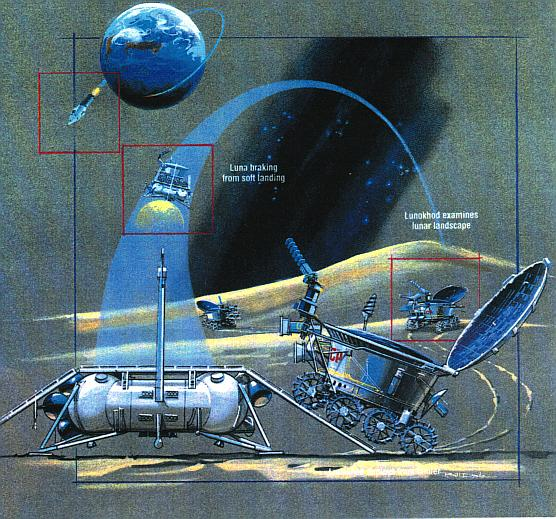
Program Lunochod

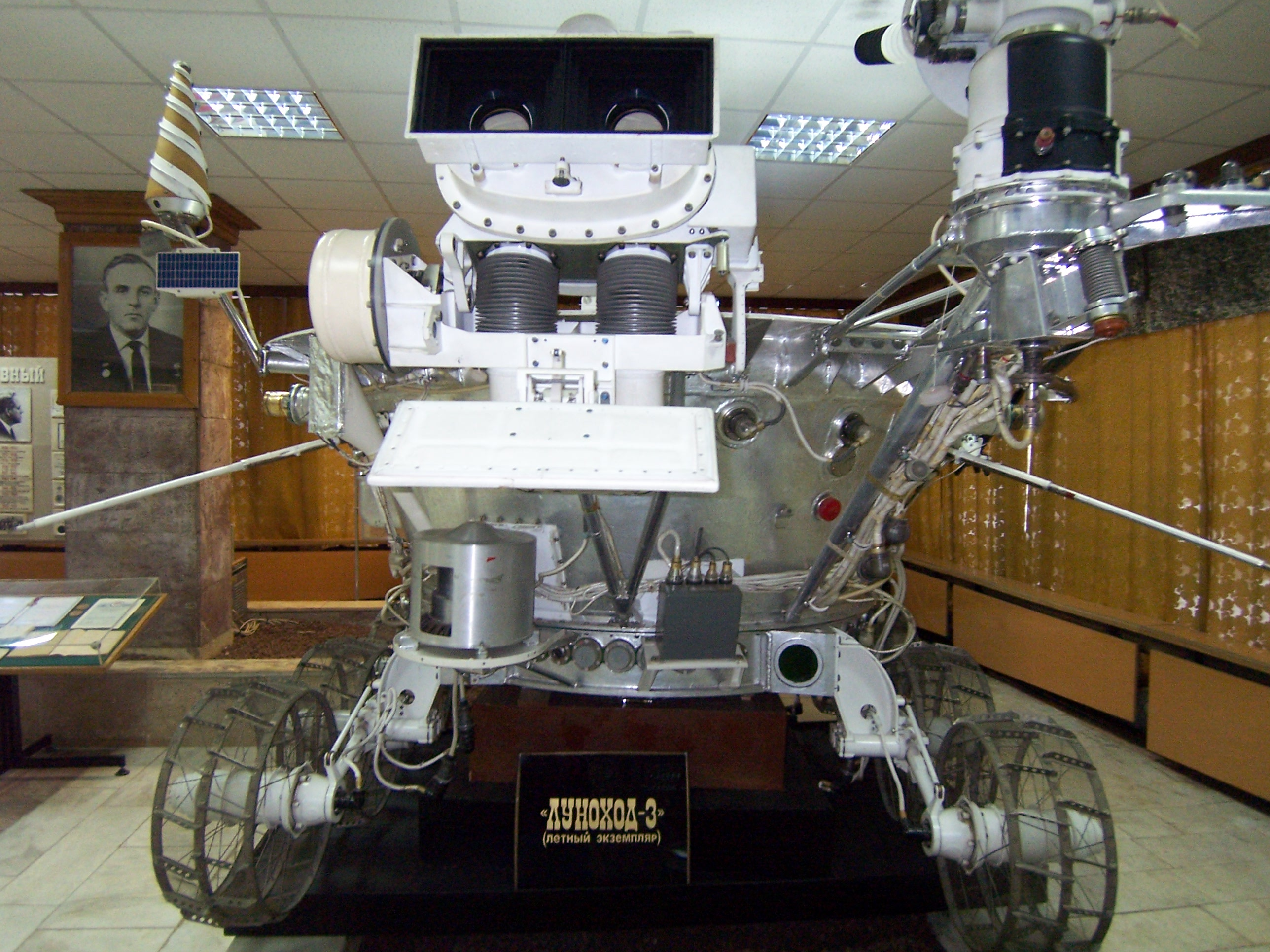
Lunochod 3 v muzeu

Lunochod, rusky Луноход, bylo označení sovětských dálkově ovládaných vozidel, která na pokyny z pozemského řídicího střediska prováděla průzkumnou činnost měsíčního povrchu. Byla vyrobena v konstrukčním středisku OKB Lavočkina, což je dnešní NPO Lavočkina v Chimkách.
Prvotním účelem Lunochodů měl být i převoz kosmonautů na povrchu Měsíce; společně se zastavením projektu pilotovaných letů Sovětského svazu na Měsíc však byl projekt zcela změněn na samostatný, dálkově řízený výzkumný prostředek.
Šlo o historicky vůbec první vozidlo, které kdy jezdilo po povrchu mimozemského kosmického tělesa, ve své době se jednalo o zcela unikátní počin i průkopnické dílo na poli kosmické robotiky. 

## Konstrukce
Značná část povrchu – vnitřní část odklopného víka – byla pokryta solárními panely pro zajištění dostatku energie pro pohon a palubní přístroje. Lunochod byl vybaven 2–3 (Lunochod 1 / 2) hlavními navigačními širokoúhlými televizními kamerami v předku vozidla, vedlejšími panoramatickými kamerami na boku, rentgenovým spektrometrem k chemické analýze, lopatkovým vrtákem, francouzským laserovým koutovým odražečem, a řadou dalších přístrojů. Délka vozítka činila 2218 mm, hmotnost 756 kg (Lunochod 1) až 840 kg (Lunochod 2). Unikátní osmikolový podvozek byl výkyvný v párech. Každé kolo mělo v náboji vlastní elektromotor a pro případ poruchy pyropatronu, která dovolovala zaseklé kolo odstřelit – vozidlo bylo teoreticky schopné jízdy i jen s 5 koly. Zatáčení probíhalo přibrzďováním jedné řady kol podobně jako například u vojenských pásových vozidel nebo civilních bagrů. Další – deváté – sklopné kolo bylo v zádi vozidla, sloužilo však pouze k měření ujeté vzdálenosti a vyhodnocování únosnosti povrchu. Řízení vozidla bylo dálkové na pokyny ze Země. Obsluha vozidla byla 5členná, se striktně rozdělenými úkoly, každý účastník však měl vlastní „červené tlačítko“, kterým mohl kdykoliv vozidlo zastavit, pokud by se domníval, že hrozí nebezpečí. Rychlost pohybu byla pouze 1–2 km/h; řízení probíhalo na základě fotografických snímků odesílaných z vozidla na Zemi ve 20 vteřinových intervalech. Hlavním konstruktérem Lunochodu byl profesor Alexandr Kemurdžjan.

## Využití

### Lunochod 201
Úplně první verze Lunochodu byla vyslána na Měsíc 19. února 1969, ovšem nosná raketa krátce po startu explodovala a stroj byl zničen. Sovětský svaz účel mise rakety utajil, takže za první Lunochod vyslaný na Měsíc byl dlouhá léta považován úspěšný Lunochod 1.

### Lunochod 1
První na Měsíc dopravená verze, označená jako Lunochod 1, (dopravena sondou Luna 17) pracovala od roku 1970, přičemž do 14. září 1971 vozidlo urazilo vzdálenost 10 540 metrů a předalo 20 000 snímků a 25 chemických rozborů. To vše za deset a půl měsíce. Přečkal 11 lunárních nocí, než zeslábly jeho akumulátory. Ve dvanáctém lunárním dnu se nepodařilo navázat s vozidlem spojení a 4. října 1971 řídící středisko zastavilo pokusy o spojení a prohlásilo misi za ukončenou.

### Lunochod 2
Lunochod 2 vysazený sondou Luna 21 (15. ledna 1973) v měsíčním kráteru Le Monnier (u jeho jižního okrajového valu) na západním okraji pohoří Montes Taurus pracoval 4,5 měsíce, pořídil kolem 80 000 snímků a ujel 37 km. Délkou dojezdu držel Lunochod 2 rekord v pohybu na mimozemském tělese až do roku 2004, kdy jej překonalo vozidlo Oportunity.

### Lunochod 3
Připravený Lunochod 3 se z důvodu ukončení sovětského lunárního programu na Měsíc nikdy nedostal a je umístěn v Lavočkinově muzeu v Chimkách.

## Současnost
Díky kosmickým sondám jsou dnes známy přesné polohy obou nefunkčních lunochodů na měsíčním povrchu. Sonda LRO zjistila přesnou polohu Lunochodu 1 na Měsíci, dne 22. dubna 2010 byl znovu použit laserový odražeč, který se užívá k velmi přesnému měření vzdálenosti Země a Měsíce.
Výsledky vědeckého bádání při vývoji Lunochodu a zkušeností při jejich řízení pak posloužily i při výrobě dvou automatických pozemských robotických buldozerů STR-1, které v roce 1986 pomáhaly odklízet vysoce radioaktivní trosky při havárii 4. atomového reaktoru v Černobylu.